# Gemma Mengual i Civil
Gemma Mengual i Civil (Barcelona, 12 d'abril de 1977) és una nedadora de sincronitzada catalana, considerada una de les millors nedadores mundials de tots els temps de la seva especialitat. Entre el seu palmarès destaquen 24 medalles mundials (campionats del món i copa del món), 18 medalles campionats d'Europa i 2 medalles olímpiques. Fou nomenada Esportista català de l'any en quatre ocasions, en 2001, 2003, 2005 i en 2008.

## Biografia
Va conèixer la natació sincronitzada amb vuit anys. Després que els seus pares la inscrivissin al Club Natació Kallípolis de Barcelona, la seva entrenadora, Anna Tarrés, la va incorporar al seu equip el 1992. El 1994 va ser subcampiona juvenil d'Europa. Ha participat en 4 Jocs Olímpics: Sydney 2000, Atenes 2004, Pequín 2008 i Rio 2016. És l'única nedadora del món que ha aconseguit quatre medalles d'or en uns campionats europeus.
Posseeix les qualitats típiques de les velocistes: Explosivitat i potència en els seus braços i cames, és molt àgil i flexible en l'aigua, i molt expressiva en les seves coreografies.
El desembre del 2008, la UFEC la nomenà "Millor esportista catalana de l'any" (conjuntament amb Andrea Fuentes). El 2010 va participar en el programa El convidat amb Albert Om El 16 de febrer de 2012 va confirmar la seva retirada "Em retiro perquè ja he donat tot el que podia donar a aquest esport", prèviament anunciada, del món de l'alta competició, tot i que va afirmar que seguiria vinculada a l'esport que la va portar a l'èxit com a assessora del cos tècnic de l'equip espanyol de natació sincronitzada després de la destitució d'Anna Tarrés i Campa. Cinc anys després, el 22 de juny de 2015, va afirmar que fitxava pel Club Natació Sabadell amb la intenció de competir en el Mundial de Kazan, en la modalitat de Duet Mixt, amb Pau Ribes.
Resideix a Sant Cugat de Vallès. Des dels seus inicis s'ha declarat fidel seguidora del RCD Espanyol.
Entre altres activitats seves, és de ressenyar que és titulada en gemmologia, que ha estat portada de revistes com Sport Life o Interviú, o que dissenya els vestits de bany de l'equip de natació sincronitzada.
El Govern de la Generalitat de Catalunya li va concedir la Creu de Sant Jordi l'11 d'abril de 2017.

## Trajectòria
| 2008               |       |          |
| Campionat          | Prova | Resultat |
| Jocs Olímpics      | Duet  | Argent   |
| Jocs Olímpics      | Equip | Argent   |
| Campionat d'Europa | Solo  | Or       |
| Campionat d'Europa | Duo   | Or       |
| Campionat d'Europa | Combo | Or       |
| Campionat d'Europa | Equip | Or       |

| 2007              |              |          |
| Campionat         | Prova        | Resultat |
| FINA World Trophy | Combo        | Bronze   |
| FINA World Trophy | Duo          | Argent   |
| FINA World Trophy | Equip        | Or       |
| Trofeu Infantes   | Solo         | Or       |
| Trofeu Infantes   | Equip        | Or       |
| Trofeu Infantes   | Duo          | Or       |
| Trofeu Infantes   | Combo        | Or       |
| Trofeu Infantes   | Duo          | Or       |
| Copa d'Europa     | Solo         | Or       |
| Copa d'Europa     | Equip        | Argent   |
| Copa d'Europa     | Duo          | Argent   |
| Campionat del Món | Solo-tècnic  | Argent   |
| Campionat del Món | Solo-lliure  | Bronze   |
| Campionat del Món | Duo-tècnic   | Argent   |
| Campionat del Món | Duo-lliure   | Argent   |
| Campionat del Món | Equip-tècnic | Bronze   |
| Campionat del Món | Equip-lliure | Argent   |

| 2006               |       |          |
| Campionat          | Prova | Resultat |
| Trofeu Infantes    | Equip | Or       |
| Trofeu Infantes    | Combo | Or       |
| Trofeu Infantes    | Duet  | Or       |
| Trofeu Infantes    | Solo  | Or       |
| Campionat d'Europa | Solo  | Argent   |
| Campionat d'Europa | Duo   | Argent   |
| Campionat d'Europa | Combo | Argent   |
| Campionat d'Europa | Equip | Argent   |

| 2005              |       |          |
| Campionat         | Prova | Resultat |
| Campionat del Món | Solo  | Bronze   |
| Campionat del Món | Duo   | Argent   |
| Campionat del Món | Combo | Bronze   |
| Campionat del Món | Equip | Bronze   |

| 2004               |       |          |
| Campionat          | Prova | Resultat |
| Jocs Olímpics      | Duet  | 4a       |
| Jocs Olímpics      | Equip | 4a       |
| Campionat d'Europa | Solo  | Bronze   |
| Campionat d'Europa | Duet  | Argent   |
| Campionat d'Europa | Equip | Argent   |
| Campionat d'Europa | Combo | Or       |

| 2003              |       |          |
| Campionat         | Prova | Resultat |
| Campionat del Món | Solo  | Bronze   |
| Campionat del Món | Duet  | Bronze   |
| Campionat del Món | Equip | 4a       |
| Campionat del Món | Combo | Argent   |

| 2002               |       |          |
| Campionat          | Prova | Resultat |
| Campionat d'Europa | Solo  | Bronze   |
| Campionat d'Europa | Duet  | Argent   |
| Campionat d'Europa | Equip | Argent   |
| Copa del Món       | Solo  | 6a       |
| Copa del Món       | Duet  | 6a       |
| Copa del Món       | Equip | 5a       |
| Campionat estatal  | Solo  | Or       |
| Campionat estatal  | Duet  | Or       |
| Campionat estatal  | Equip | Or       |

| 2001              |       |          |
| Campionat         | Prova | Resultat |
| Campionat del Món | Solo  | 6a       |
| Campionat del Món | Duet  | 5a       |
| Campionat del Món | Equip | 5a       |
| Copa d'Europa     | Solo  | Bronze   |
| Copa d'Europa     | Duet  | 4a       |
| Trofeu Infantes   | Solo  | Or       |
| Trofeu Infantes   | Duet  | Or       |
| Trofeu Infantes   | Equip | Or       |

| 2000               |       |          |
| Campionat          | Prova | Resultat |
| Campionat d'Europa | Solo  | Bronze   |
| Campionat d'Europa | Duet  | Argent   |
| Campionat d'Europa | Equip | 4a       |
| Jocs Olímpics      | Duet  | 8a       |
| Campionat estatal  | Solo  | Or       |
| Campionat estatal  | Duet  | Or       |

| 1999               |       |          |
| Campionat          | Prova | Resultat |
| Campionat d'Europa | Solo  | 4a       |
| Campionat d'Europa | Duet  | 5a       |
| Campionat d'Europa | Equip | 4a       |

| 1998              |       |          |
| Campionat         | Prova | Resultat |
| Copa d'Europa A   | Solo  | 4a       |
| Copa d'Europa A   | Duet  | 5a       |
| Copa d'Europa A   | Equip | 4a       |
| Campionat del Món | Solo  | 10a      |
| Campionat del Món | Duet  | 11a      |
| Campionat del Món | Equip | 10a      |

| 1997               |       |          |
| Campionat          | Prova | Resultat |
| Campionat d'Europa | Solo  | 5a       |
| Campionat d'Europa | Duet  | 4a       |
| Campionat d'Europa | Equip | 4a       |

| 1996            |       |          |
| Campionat       | Prova | Resultat |
| Copa d'Europa B | Solo  | Or       |
| Copa d'Europa B | Duet  | Or       |
| Copa d'Europa B | Equip | Or       |